# NBA Live
 (août 2010).
Si vous disposez d'ouvrages ou d'articles de référence ou si vous connaissez des sites web de qualité traitant du thème abordé ici, merci de compléter l'article en donnant les références utiles à sa vérifiabilité et en les liant à la section « Notes et références ».
NBA Live est une série de jeux vidéo de basket-ball développée par EA Sports Canada et éditée par Electronic Arts. La série est apparue en 1994 avec NBA Live 95.

## Histoire de la série

### Avant NBA Live
EA Sports a déjà une longue expérience dans les jeux vidéo de basket-ball : le tout premier, Lakers vs. Celtics and the NBA Playoffs, sorti en 1990, inclut les 16 équipes participant aux play-offs. C'est l'un des premiers jeux à inclure la licence NBA. Le jeu se déroule en vue horizontale, et l'on reconnaît déjà les particularités de certains joueurs, comme les fameuses goggles de Kareem Abdul-Jabbar, ainsi que son fameux geste, le bras roulé, qui est bien reproduit dans le jeu.
La série continue avec Bulls vs. Lakers and the NBA Playoffs (1991) suivi de Bulls vs. Blazers and the NBA Playoffs (1992). Contrairement au premier jeu, les deux équipes mentionnées dans le titre sont les finalistes de la saison passée, alors que le choix dans Lakers vs. Celtics a certainement été motivé par le succès historique des deux franchises, qui ont dominé les années 1980.
La série inclut également Team USA Basketball, en 1992, basée sur les Jeux olympiques de Barcelone, survolés par la Dream Team.
Le dernier jeu est nommé NBA Showdown '94 avant la transition à NBA Live.

### De NBA Live 95 à 99
NBA Live 95 sort en 1994, et comprend les effectifs de la saison 1994-95, à quelques exceptions près (David Robinson, Charles Barkley et Michael Jordan, absents pour des raisons de licences). Le principal changement tient dans le passage à une vue isométrique, qui offre une meilleure vision du jeu. Une autre avancée consiste dans la gestion des équipes : il est maintenant possible de transférer des joueurs durant la saison. Les transactions sont cependant limités aux joueurs du cinq majeur. Le jeu est publié sur Windows, Super Nintendo et Mega Drive.
NBA Live 96 est dans la même veine. La sortie du jeu sur PlayStation permet une première incursion dans la 3D.
La version 97 du jeu marque le début de la 3D sur PC. Les joueurs n'ont pas encore leurs véritables visages, mais restent reconnaissables à leurs couleurs de peau et à leurs détails (la chevelure colorée de Dennis Rodman, les goggles d'Horace Grant).
Sur la version PC, la 3D s'affine au fil des années : support des cartes 3D (3Dfx...) dès la version 98, qui incorpore également pour la première fois les visages des joueurs. Dans cette version, un quatrième niveau de difficulté est implémenté.
NBA Live 99 offre un nouveau mode de jeu qui préfigure le mode franchise à venir dans la version 2000 : il permet de jouer plusieurs saisons consécutives avec une équipe. Cependant, la draft n'est pas encore implémentée et les joueurs ne partent pas à la retraite.

### NBA Live 2000 à 2010
NBA Live 2000 marque un apogée dans la série[réf. nécessaire].
Un nouveau mode de jeu est implémenté : le mode franchise, qui permet de contrôler une équipe pendant 25 saisons, en incluant les éléments de management de la NBA : la draft et les transferts, dans lesquels les équipes contrôlées par l'ordinateur acceptent ou refusent les propositions faites par le joueur, mais aussi initient des propositions de transferts.
Michael Jordan est enfin intégré au jeu, dans l'équipe des légendes des années 90 (il est à l'époque dans sa seconde retraite).
Le jeu est graphiquement une réussite, et le gameplay atteint un bon niveau de réalisme. La nouvelle option qui permet de sauvegarder le jeu pendant un match est très apprécié des joueurs qui peuvent commencer une partie de 48 minutes sans se soucier s'ils ont 1 heure disponible devant eux.
NBA Live 2000 marque certainement aussi l'apogée de la communauté des joueurs sur internet : le jeu est très facile à patcher et à mettre à jour, de nombreuses mises à jour fleurissent sur internet proposant les nouveaux effectifs, maillots, cyberfaces (visages des joueurs). Une communauté se forme sur le site nba-live.com, le premier site à avoir proposé un éditeur et des mises à jour pour le jeu, dès NBA Live 95.
NBA Live 2001 marque un certain recul dans l'évolution du jeu, en dépit de l'arrivée de Tim Tschirner, le premier webmaster de nba-live.com, à la production du jeu. Des options de jeu disparaissent sans raison apparente (dont la très utile sauvegarde en cours de match), tandis que le gameplay est corrompu par le trop grand nombre de rebonds offensifs. Si de nombreux joueurs ont fait le saut vers NBA Live 2001, beaucoup s'accordent à dire que le 2000 reste le plus réaliste.
NBA Live 2002 ne sort quant à lui que sur console, les producteurs affirmant vouloir se donner une année supplémentaire avant de ressortir le jeu sur PC. Mais NBA Live 2003, aussi réussi graphiquement soit-il, s'éloigne d'une simulation et se rapproche du style plus fantaisiste d'un NBA Jam.
L'orientation du gameplay est corrigé avec NBA Live 2004, qui introduit des sliders, permettant de régler les différents aspects du jeu : propension au contre, rapidité du jeu... Mais de nombreux défauts entachent encore le plaisir du jeu : l'interface, développée pour la console, est mal adaptée au PC, des options sont retirées par rapport aux versions précédentes du jeu, et de nouveaux bogues apparaissent, d'autant plus irritants qu'ils n'existaient pas dans les versions précédentes. Mais le jeu reste plaisant à jouer dans l'ensemble.
Bien que le jeu soit plus difficile à patcher, le nombre de ressources est encore florissant, « grâce » notamment à la qualité médiocre des cyberfaces fournies par EA Sports dans le jeu original. Un nouvel éditeur apparaît même qui permet de modifier la forme des joueurs (les patcheurs ne pouvaient qu'éditer la texture utilisée pour le visage auparavant).
NBA Live 2005 s'inscrit dans la continuité de NBA Live 2004, avec une évolution du graphisme, un nouvel éclairage qui donne un aspect plastique aux joueurs. De plus le mode All-Star Week-End apparait permettant aux joueurs de faire le concours de dunks ou le concours de paniers à trois points. NBA Live 06 et NBA Live 07 apportent peu de nouveautés hormis les freestyles. Certains joueurs sont dotés d'un coup spécial, offensif (par exemple des dunks surpuissants) ou défensifs (des contres impressionnants).
La mouture NBA Live 08 s'avère décevante. On lui reproche un retour en arrière avec une jouabilité très perfectible. La seule nouveauté est le retrait des freestyles, critiqués par certains joueurs.
NBA Live 09 se voit doté d'un tout nouveau mode de jeu Deviens pro ce mode de jeu permet de contrôler un seul joueur et de mener une carrière de plusieurs saisons afin de l'amener au rang de star.

### Depuis 2011: disparition et renouveau
En 2011, les responsables du développement décident de changer le nom de la série en annonçant l'arrivée de NBA Elite 11. Mais le projet plusieurs fois repoussé finit par être annulé,.
Le projet est réactivé par Electronic Arts sous le nom NBA Live 13, prévu pour octobre 2012. Mais après avoir été annoncé uniquement en téléchargement, il a finalement été lui aussi abandonné.
Cependant, l'année suivante, les développeurs d'EA Sports officialisent NBA Live 14. Celui-ci est disponible le 19 novembre 2013 sur PlayStation 4 et Xbox One, mais le jeu déçoit par rapport à son concurrent.
NBA Live 19 permet pour la première fois de créer des profils de joueuses et intègre les effectifs des franchises WNBA